# Markus Scherer
Markus Scherer   (Ludwigshafen, 20 de juny de 1962) és un lluitador alemany, ja retirat, especialista en lluita grecoromana, que va competir durant les dècades de 1980 i 1990.
Durant la seva carrera esportiva va prendre part en dues edicions dels Jocs Olímpics d'Estiu, el 1984 i 1988. El 1984, als Jocs de Los Angeles, guanyà la medalla de plata en la competició del pes minimosca del programa de lluita grecoromana. El 1988, als Jocs de Seül, fou sisè en la mateixa prova del pes minimosca.
En el seu palmarès també destaquen una medalla de plata al Campionat del món de lluita de 1983 i una medalla d'or al Campionat d'Europa de lluita de 1989. A nivell nacional guanyà el campionat alemany del pes minimosca de 1983 a 1987, de 1989 1991 i de 1993 a 1994.